# Берінду
Берінду (рум. Berindu) — село у повіті Клуж в Румунії. Входить до складу комуни Синпаул.
Село розташоване на відстані 346 км на північний захід від Бухареста, 21 км на північний захід від Клуж-Напоки.

## Населення
За даними перепису населення 2002 року у селі проживали 518 осіб, усі — румуни. Усі жителі села рідною мовою назвали румунську.